# 龍馬 (小行星)
小行星2835（2835 Ryoma）位於小行星帶，直徑25.16公里，絕對星等只有12.10，由日本業餘天文學家關勉在1982年發現。
該小行星以日本幕末維新志士坂本龍馬命名。

## 外部連結
- JPL Small-Body Database Browser （页面存档备份，存于）